# Daiva Jodeikaitė
Daiva Jodeikaitė (Rokiškis, 1º aprile 1966) è un'ex cestista lituana, fino al 1990 sovietica.

## Carriera
Con la Lituania ha disputato i Campionati mondiali del 1998 e due edizioni dei Campionati europei (1995, 1999).